# Bazaruto Facula
Bazaruto Facula est une facule, une zone brillante, sur Titan, satellite naturel de Saturne.

## Caractéristiques
Bazaruto Facula est centrée sur 11,6° de latitude nord et 16,1° de longitude ouest, et mesure 215 km dans sa plus grande dimension.

## Observation
Bazaruto Facula a été découverte par les images transmises par la sonde Cassini.
Elle a reçu le nom de Bazaruto, une île du Mozambique.